# Eupatorium schickendantzii
Eupatorium schickendantzii là một loài thực vật có hoa trong họ Cúc. Loài này được Hieron. mô tả khoa học đầu tiên năm 1897.